# Queen Jane Approximately
Pistes de Highway 61 Revisited
Ballad of a Thin Man Highway 61 Revisited
Queen Jane Approximately est une chanson écrite et interprétée par Bob Dylan, tirée de l'album Highway 61 Revisited en 1965. Elle figure en face B de One of Us Must Know (Sooner or Later). Elle a été reprise par de nombreux artistes, dont The Four Seasons et The Grateful Dead.

## Style
La chanson est composée d'une série de couplets en quatrains au format ABAB, chaque couplet étant suivi d'un refrain qui est toujours la reprise de la dernière ligne du couplet, « won't you come see me Queen Jane ». Chacun des vers B rime en « ain », alors que les vers A forment des rimes sur deux syllabes comme « cheek to / speak to » ou « lent you / resent you ». Les musiciens qui accompagnent Dylan sur Queen Jane Approximately sont Mike Bloomfield à la guitare électrique et Al Kooper et Paul Griffin (en) aux claviers,,.

## En concert
Dylan a rarement joué cette chanson en concert. On trouve cependant une version en concert sur l'album Dylan and the Dead.

## Source
- (en) Cet article est partiellement ou en totalité issu de l’article de Wikipédia en anglais intitulé « Queen Jane Approximately » (voir la liste des auteurs).